# NGC 4921
NGC 4921 ist eine Balken-Spiralgalaxie mit aktivem Galaxienkern vom Hubble-Typ SBab im Sternbild Coma Berenices am Nordsternhimmel. Sie ist schätzungsweise 246 Millionen Lichtjahre von der Milchstraße entfernt und hat einen Durchmesser von etwa 175.000 Lj. Sie ist die hellste Galaxie des Coma-Galaxienhaufens.

Im selben Himmelsareal befinden sich u. a. die Galaxien NGC 4911, NGC 4919, NGC 4923, IC 4044.
Die Galaxie verfügt nicht über leuchtend helle Spiralarme, sondern nur über einen dunklen Staubring sowie einzelne Sternhaufen aus hellen bläulichen Sternen. NGC 4921 ist relativ strukturlos, besonders in den äußeren Bereichen.
Die Supernova SN 1959B wurde hier beobachtet.
Das Objekt wurde Ende des 18. Jahrhunderts von William Herschel entdeckt, der aber noch nicht wusste, dass es sich um eine weit entfernte Galaxie handelte.